# Automobiles Grandin

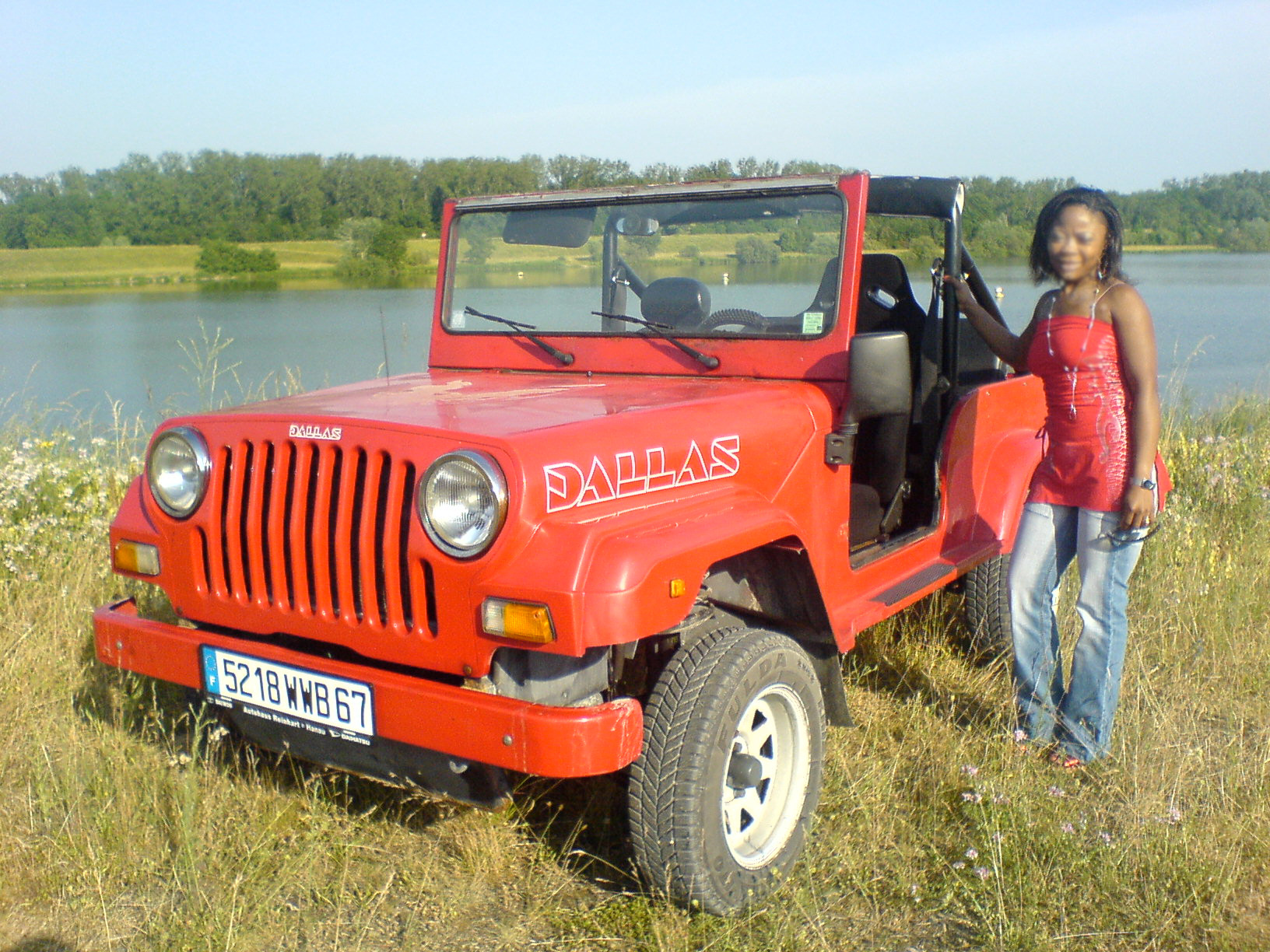
Offener Dallas

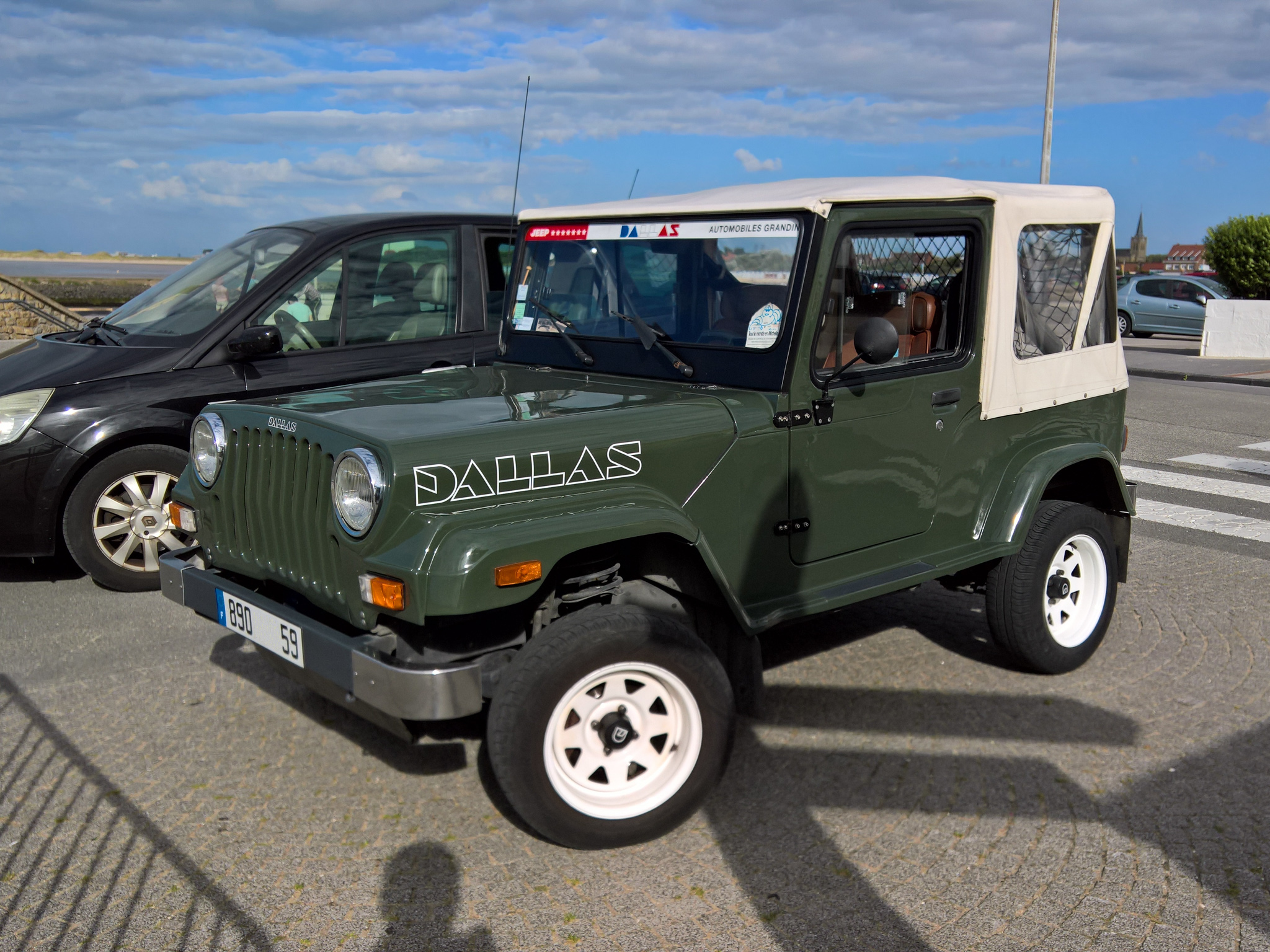
Dallas mit geschlossenem Verdeck

Automobiles Grandin SA, vorher Automobiles Dallas, war ein französischer Hersteller von Automobilen.

## Unternehmensgeschichte
Jean-Claude Hrubon, der auch die Société Hrubon leitete, gründete 1981 das Unternehmen Automobiles Dallas in Neuilly-sur-Seine und begann mit der Produktion von Automobilen. Der Markenname lautete Dallas. 1984 erfolgte eine Umfirmierung in Automobiles Grandin SA, als der Sänger Frank Alamo (geboren als Jean-François Grandin) das Unternehmen übernahm. Im gleichen Jahr erfolgte der Umzug nach Marne-la-Vallée. 1998 endete die Produktion. Insgesamt entstanden etwa 5000 Fahrzeuge.

## Fahrzeuge
Das Unternehmen stellte kleine Geländewagen her, die dem Jeep ähnelten. Zunächst entstanden die Fahrzeuge auf dem Fahrgestell des Renault 4, wahlweise mit Frontantrieb oder Allradantrieb. Der Motor verfügte über 1108 cm³ Hubraum. Das Fahrzeug war 297 cm lang und wog 630 kg. 1982 betrugen die Neupreise 35.000 Französische Franc für den Fronttriebler und 52.000 Franc für den Allradler. 1986 kam das Modell Dallas II heraus. Die Mechanik stammte nun vom Peugeot 205. Zur Wahl standen Otto- und Dieselmotoren. Die offene Karosserie bestand aus Fiberglas und bot Platz für vier Personen. Ein Hardtop war optional erhältlich.